# كابيريا أندريان كازاكو
كابيريا أندريان كازاكو (بالرومانية: Cabiria Andreian Cazacu)‏ (19 فبراير 1928-22 مايو 2018) عالمة رياضيات رومانية معروفة بعملها في التحليل المركب. شغلت كرسي التحليل الرياضي في جامعة بوخارست من 1973 إلى 1975، وكانت عميدة كلية الرياضيات في جامعة بوخارست من 1976 إلى 1984.

## حياتها
ولدت في 19 فبراير 1928 في ياش، وهي ابنة مدرس الرياضيات إيوان تي أرديليانو. قرب نهاية الحرب العالمية الثانية، أصبحت عائلتها لاجئين في بوخارست، حيث أكملت دراستها الثانوية في عام 1945. ثم التحقت بكلية الرياضيات في جامعة بوخارست وتخرجت بدرجة البكالوريوس في عام 1949؛ تمت كتابة أطروحتها الجامعية بعنوان Generalized nilpotent groups، تحت إشراف أيون باربو. ثم أكملت مسارها في الجامعة، في البداية كمساعد تدريس ثم كمحاضر ابتداءً من عام 1950. أصبحت تلميذة سيميون ستويلو، وحصلت على الدكتوراه في عام 1955 تحت إشرافه، وكانت أطروحتها بعنوان Normally exhaustible Riemann surfaces. وبعد أن عُيّنت أستاذًا مشاركًا في عام 1955، حصلت على شهادة التأهل للأستاذية في عام 1967، مع أطروحة بعنوان Classes of Riemann coverings، وتم ترقيتها إلى أستاذة في عام 1968.
من عام 1951 إلى عام 1969، شغلت كابيريا منصبًا بحثيًا في معهد الرياضيات التابع للأكاديمية الرومانية، حيث كانت مشاركًا رئيسيًا في ندوة سيميون ستويلو حول التحليل المركب. شغلت مناصب زائرة في جامعة برلين الحرة، وجامعة بروكسل الحرة، وجامعة هلسنكي، وجامعة لودز، وجامعة دي مونكتون. بين عامي 1976 و 2010 أشرفت على الدكتوراه. أطروحة من 15 طالبًا.
توفيت في 22 مايو 2018 في بوخارست ودُفنت في مقبرة غينسيا.

## الأبحاث المنشورة
كتبت كابيريا «حوالي 100 ورقة علمية وستة كتب». تشمل الكتب:
- Andreian Cazacu, Cabiria; Constantinescu, Corneliu; Jurchescu, Martin (1965). Probleme moderne de teoria funcțiilor [Modern problems of the theory of functions] (in Romanian). Bucharest: Editura Academiei Republicii Populare Române
- Andreian Cazacu, Cabiria; Deleanu, Aristide; Jurchescu, Martin (1966). Topologie, categorii, suprafețe riemanniene [Topology, categories, Riemann surfaces] (in Romanian). Bucharest: Editura Academiei Republicii Populare Române
- Andreian Cazacu, Cabiria (1975). Theorie der Funktionen mehrerer komplexer Veränderlicher [Theory of functions of several complex variables]. Lehrbücher und Monographien aus dem Gebiet der Exakten Wissenschaften, Mathematische Reihe (in German). 51. Basel-Stuttgart

## تكريم
فازت كابيريا أندريان كازاكو بجائزة سيميون ستويلو للأكاديمية الرومانية عام 1966. وفي عام 1998 منحتها جامعة كرايوڤا درجة الدكتوراه الفخرية.
حصلت في عام 2000 على وسام الخدمة المخلصة الوطني، برتبة ضابطة من قبل الرئيس إيون إليسكو. وأصبحت عضوًا فخريًا في الأكاديمية الرومانية في عام 2006. في عام 2010، نشرت مجلة Complex Variables and Elliptic Equations عددًا خاصًا على شرف عيد ميلادها الثمانين.